# Världscupen i skidskytte 1996/1997
Världscupen i skidskytte 1996/1997 anordnades på åtta orter runtom i världen, bland deltävlingarna fanns bland annat världsmästerskapen 1997. Totalcupen vanns på herrsidan av Sven Fischer, Tyskland före Ole Einar Bjørndalen, Norge och  Viktor Majgurov, Ryssland medan den på damsidan vanns av Magdalena Forsberg, Sverige före Uschi Disl, Tyskland och Simone Greiner-Petter-Memm, Tyskland.

## Herrar

### Resultat
| 1:a världscuptävlingen i Lillehammer, 30 november 1996 – 1 december 1996 | 1:a världscuptävlingen i Lillehammer, 30 november 1996 – 1 december 1996 | 1:a världscuptävlingen i Lillehammer, 30 november 1996 – 1 december 1996 | 1:a världscuptävlingen i Lillehammer, 30 november 1996 – 1 december 1996 | 1:a världscuptävlingen i Lillehammer, 30 november 1996 – 1 december 1996 |
| ------------------------------------------------------------------------ | ------------------------------------------------------------------------ | ------------------------------------------------------------------------ | ------------------------------------------------------------------------ | ------------------------------------------------------------------------ |
| Datum                                                                    | Disciplin                                                                | Etta                                                                     | Tvåa                                                                     | Trea                                                                     |
| 30 november 1996 (lördag)                                                | sprint (10 kilometer)                                                    | Sven Fischer                                                             | Sergej Tarasov                                                           | Pavel Rostovtsev                                                         |
| 1 december 1996 (söndag)                                                 | jaktstart (12,5 kilometer)                                               | Sven Fischer                                                             | Pavel Rostovtsev                                                         | René Cattarinussi                                                        |

| 2:a världscuptävlingen i Östersund, 5 december 1996 – 8 december 1996 | 2:a världscuptävlingen i Östersund, 5 december 1996 – 8 december 1996 | 2:a världscuptävlingen i Östersund, 5 december 1996 – 8 december 1996 | 2:a världscuptävlingen i Östersund, 5 december 1996 – 8 december 1996   | 2:a världscuptävlingen i Östersund, 5 december 1996 – 8 december 1996 |
| --------------------------------------------------------------------- | --------------------------------------------------------------------- | --------------------------------------------------------------------- | ----------------------------------------------------------------------- | --------------------------------------------------------------------- |
| Datum                                                                 | Disciplin                                                             | Etta                                                                  | Tvåa                                                                    | Trea                                                                  |
| 5 december 1996 (torsdag)                                             | distans (20 kilometer)                                                | Wilfried Pallhuber                                                    | Vesa Hietalahti                                                         | Pavel Muslimov                                                        |
| 7 december 1996 (lördag)                                              | sprint (10 kilometer)                                                 | Vadim Sasjurin                                                        | Frode Andresen                                                          | Ole Einar Bjørndalen                                                  |
| 8 december 1996 (söndag)                                              | stafett (4 x 7,5 kilometer)                                           | TysklandRicco Groß Peter Sendel Frank Luck Sven Fischer               | NorgeEgil Gjelland Halvard Hanevold Frode Andresen Ole Einar Bjørndalen | BelarusAleksej Ajdarov Oleg Rysjenkov Aleksandr Popov Vadim Sasjurin  |

| 3:e världscuptävlingen i Holmenkollen, 12 december 1996 – 15 december 1996 | 3:e världscuptävlingen i Holmenkollen, 12 december 1996 – 15 december 1996 | 3:e världscuptävlingen i Holmenkollen, 12 december 1996 – 15 december 1996 | 3:e världscuptävlingen i Holmenkollen, 12 december 1996 – 15 december 1996 | 3:e världscuptävlingen i Holmenkollen, 12 december 1996 – 15 december 1996 |
| -------------------------------------------------------------------------- | -------------------------------------------------------------------------- | -------------------------------------------------------------------------- | -------------------------------------------------------------------------- | -------------------------------------------------------------------------- |
| Datum                                                                      | Disciplin                                                                  | Etta                                                                       | Tvåa                                                                       | Trea                                                                       |
| 12 december 1996 (torsdag)                                                 | sprint (10 kilometer)                                                      | Viktor Majgurov                                                            | Frode Andresen                                                             | Sven Fischer                                                               |
| 14 december 1996 (lördag)                                                  | jaktstart (12,5 kilometer)                                                 | Viktor Majgurow                                                            | Sven Fischer                                                               | Ole Einar Bjørndalen                                                       |
| 15 december 1996 (söndag)                                                  | stafett (4 x 7,5 kilometer)                                                | TysklandRicco Groß Peter Sendel Mark Kirchner Frank Luck                   | NorgeOle Einar Bjørndalen Egil Gjelland Dag Bjørndalen Frode Andresen      | RysslandSergej Rosjkov Pavel Muslimov Pavel Rostovtsev Aleksej Kobeljev    |

| 4:e världscuptävlingen i Oberhof, 4 januari 1997 – 5 januari 1997 | 4:e världscuptävlingen i Oberhof, 4 januari 1997 – 5 januari 1997 | 4:e världscuptävlingen i Oberhof, 4 januari 1997 – 5 januari 1997 | 4:e världscuptävlingen i Oberhof, 4 januari 1997 – 5 januari 1997 | 4:e världscuptävlingen i Oberhof, 4 januari 1997 – 5 januari 1997 |
| ----------------------------------------------------------------- | ----------------------------------------------------------------- | ----------------------------------------------------------------- | ----------------------------------------------------------------- | ----------------------------------------------------------------- |
| Datum                                                             | Disciplin                                                         | Etta                                                              | Tvåa                                                              | Trea                                                              |
| 4 januari 1997 (lördag)                                           | sprint (10 kilometer)                                             | Ole Einar Bjørndalen                                              | Pavel Muslimov                                                    | Halvard Hanevold                                                  |
| 5 januari 1997 (söndag)                                           | jaktstart (12,5 kilometer)                                        | Ole Einar Bjørndalen                                              | Viktor Majgurov                                                   | Ludwig Gredler                                                    |

| 5:e världscuptävlingen i Ruhpolding, 9 januari 1997 – 12 januari 1997 | 5:e världscuptävlingen i Ruhpolding, 9 januari 1997 – 12 januari 1997 | 5:e världscuptävlingen i Ruhpolding, 9 januari 1997 – 12 januari 1997       | 5:e världscuptävlingen i Ruhpolding, 9 januari 1997 – 12 januari 1997 | 5:e världscuptävlingen i Ruhpolding, 9 januari 1997 – 12 januari 1997 |
| --------------------------------------------------------------------- | --------------------------------------------------------------------- | --------------------------------------------------------------------------- | --------------------------------------------------------------------- | --------------------------------------------------------------------- |
| Datum                                                                 | Disciplin                                                             | Etta                                                                        | Tvåa                                                                  | Trea                                                                  |
| 9 januari 1997 (torsdag)                                              | distans (20 kilometer)                                                | Ricco Groß                                                                  | Ole Einar Bjørndalen                                                  | Viktor Majgurov                                                       |
| 11 januari 1997 (lördag)                                              | sprint (10 kilometer)                                                 | Ole Einar Bjørndalen                                                        | Pavel Rostovtsev                                                      | Sven Fischer                                                          |
| 12 januari 1997 (söndag)                                              | Lag (10 kilometer)                                                    | ÖsterrikeReinhard Neuner Wolfgang Perner Ludwig Gredler Hannes Obererlacher | NorgeDag Bjørndalen Halvard Hanevold Egil Gjelland Jon Age Tyldum     | RysslandSergej Tarasov Pavel Muslimov Eduard Rjabov Sergej Rosjkov    |

| 6:e världscuptävlingen i Antholz, 16 januari 1997 – 19 januari 1997 | 6:e världscuptävlingen i Antholz, 16 januari 1997 – 19 januari 1997 | 6:e världscuptävlingen i Antholz, 16 januari 1997 – 19 januari 1997 | 6:e världscuptävlingen i Antholz, 16 januari 1997 – 19 januari 1997            | 6:e världscuptävlingen i Antholz, 16 januari 1997 – 19 januari 1997     |
| ------------------------------------------------------------------- | ------------------------------------------------------------------- | ------------------------------------------------------------------- | ------------------------------------------------------------------------------ | ----------------------------------------------------------------------- |
| Datum                                                               | Disciplin                                                           | Etta                                                                | Tvåa                                                                           | Trea                                                                    |
| 16 januari 1997 (torsdag)                                           | distans (20 kilometer)                                              | Ludwig Gredler                                                      | Ricco Groß                                                                     | Sergej Rosjkov                                                          |
| 18 januari 1997 (lördag)                                            | sprint (10 kilometer)                                               | Viktor Majgurov                                                     | Pier Alberto Carrara                                                           | Raphaël Poirée                                                          |
| 19 januari 1997 (söndag)                                            | stafett (4 x 7,5 kilometer)                                         | TysklandRicco Groß Mark Kirchner Carsten Heymann Frank Luck         | ItalienRené Cattarinussi Wilfried Pallhuber Patrick Favre Pier Alberto Carrara | NorgeBaard Mjoenle Sylfest Glimsdal Jon Åge Tyldum Ole Einar Bjørndalen |

| Världsmästerskapen 1997 i Osrblie, 1 februari 1997 – 17 februari 1997 | Världsmästerskapen 1997 i Osrblie, 1 februari 1997 – 17 februari 1997 | Världsmästerskapen 1997 i Osrblie, 1 februari 1997 – 17 februari 1997 | Världsmästerskapen 1997 i Osrblie, 1 februari 1997 – 17 februari 1997 | Världsmästerskapen 1997 i Osrblie, 1 februari 1997 – 17 februari 1997          |
| --------------------------------------------------------------------- | --------------------------------------------------------------------- | --------------------------------------------------------------------- | --------------------------------------------------------------------- | ------------------------------------------------------------------------------ |
| Datum                                                                 | Disciplin                                                             | Etta                                                                  | Tvåa                                                                  | Trea                                                                           |
| 1 februari 1997 (lördag)                                              | sprint (10 kilometer)                                                 | Wilfried Pallhuber                                                    | René Cattarinussi                                                     | Oleg Rysjenkov                                                                 |
| 2 februari 1997 (söndag)                                              | jaktstart (12,5 kilometer)                                            | Viktor Majgurov                                                       | Sergej Tarasov                                                        | Ole Einar Bjørndalen                                                           |
| 5 februari 1997 (onsdag)                                              | Lag (10 kilometer)                                                    | BelarusVadim Sasjurin Oleg Rysjenkov Aleksandr Popov Pjotr Ivasjko    | TysklandMark Kirchner Frank Luck Peter Sendel Carsten Heymann         | PolenWieslaw Ziemianin Jan Ziemianin Wojciech Kozub Tomasz Sikora              |
| 7 februari 1997 (fredag)                                              | distans (20 kilometer)                                                | Ricco Groß                                                            | Oleg Rysjenkov                                                        | Ludwig Gredler                                                                 |
| 9 februari 1997 (söndag)                                              | stafett (4 x 7,5 kilometer)                                           | TysklandRicco Groß Peter Sendel Sven Fischer Frank Luck               | NorgeEgil Gjelland Jon Åge Tyldum Dag Bjørndalen Ole Einar Bjørndalen | ItalienRené Cattarinussi Wilfried Pallhuber Patrick Favre Pier Alberto Carrara |

| 7:e världscuptävlingen i Nagano, 6 mars 1997 – 9 mars 1997 | 7:e världscuptävlingen i Nagano, 6 mars 1997 – 9 mars 1997 | 7:e världscuptävlingen i Nagano, 6 mars 1997 – 9 mars 1997               | 7:e världscuptävlingen i Nagano, 6 mars 1997 – 9 mars 1997               | 7:e världscuptävlingen i Nagano, 6 mars 1997 – 9 mars 1997      |
| ---------------------------------------------------------- | ---------------------------------------------------------- | ------------------------------------------------------------------------ | ------------------------------------------------------------------------ | --------------------------------------------------------------- |
| Datum                                                      | Disciplin                                                  | Etta                                                                     | Tvåa                                                                     | Trea                                                            |
| 6 mars 1997 (torsdag)                                      | distans (20 kilometer)                                     | Mark Kirchner                                                            | Vesa Hietalahti                                                          | Oleg Rysjenkov                                                  |
| 8 mars 1997 (lördag)                                       | sprint (10 kilometer)                                      | Sven Fischer                                                             | Ole Einar Bjørndalen                                                     | René Cattarinussi                                               |
| 9 mars 1997 (söndag)                                       | stafett (4 x 7,5 kilometer)                                | RysslandViktor Majgurov Vladimir Dratjov Sergej Tarasov Aleksej Kobeljev | NorgeFrode Andresen Jon Age Tyldum Halvard Hanevold Ole Einar Bjørndalen | SlovenienJoze Poklukar Tomaz Zemva Janez Ozbolt Matjaz Poklukar |

| 8:e världscuptävlingen i Novosibirsk, 13 mars 1997 – 16 mars 1997 | 8:e världscuptävlingen i Novosibirsk, 13 mars 1997 – 16 mars 1997 | 8:e världscuptävlingen i Novosibirsk, 13 mars 1997 – 16 mars 1997 | 8:e världscuptävlingen i Novosibirsk, 13 mars 1997 – 16 mars 1997 | 8:e världscuptävlingen i Novosibirsk, 13 mars 1997 – 16 mars 1997 |
| ----------------------------------------------------------------- | ----------------------------------------------------------------- | ----------------------------------------------------------------- | ----------------------------------------------------------------- | ----------------------------------------------------------------- |
| Datum                                                             | Disciplin                                                         | Etta                                                              | Tvåa                                                              | Trea                                                              |
| 13 mars 1997 (torsdag)                                            | distans (20 kilometer)                                            | Pavel Muslimov                                                    | Ricco Groß                                                        | Sven Fischer                                                      |
| 15 mars 1997 (lördag)                                             | sprint (10 kilometer)                                             | Ludwig Gredler                                                    | Ricco Groß                                                        | Sergej Tarasov                                                    |
| 16 mars 1997 (söndag)                                             | masstart (10 kilometer)                                           | Wolfgang Perner                                                   | Pier Alberto Carrara                                              | Vladimir Dratjov                                                  |

### Slutställning
| Placering | Namn                 | Poäng |
| --------- | -------------------- | ----- |
| 1         | Sven Fischer         | 312   |
| 2         | Ole Einar Bjørndalen | 303   |
| 3         | Viktor Majgurov      | 265   |
| 4         | Ricco Groß           | 259   |
| 5         | Pavel Muslimov       | 245   |
| 6         | Ludwig Gredler       | 234   |
| 7         | Oleg Rysjenkov       | 233   |
| 8         | René Cattarinussi    | 232   |
| 9         | Mark Kirchner        | 207   |
| 10        | Frank Luck           | 176   |

| Placering | Namn                 | Poäng |
| --------- | -------------------- | ----- |
| 1         | Ricco Groß           | 112   |
| 2         | Pavel Muslimov       | 91    |
| 3         | Mark Kirchner        | 82    |
| 4         | Sven Fischer         | 79    |
| 5         | Oleg Rysjenkov       | 72    |
| 6         | Vesa Hietalahti      | 71    |
| 7         | Carsten Heymann      | 68    |
| 8         | Ole Einar Bjørndalen | 67    |
| 9         | Viktor Majgurov      | 64    |
| 10        | Ludwig Gredler       | 62    |

| Placering | Namn                 | Poäng |
| --------- | -------------------- | ----- |
| 1         | Ole Einar Bjørndalen | 158   |
| 2         | Sven Fischer         | 155   |
| 3         | Viktor Majgurov      | 135   |
| 4         | Ludwig Gredler       | 127   |
| 5         | Frode Andresen       | 124   |
| 6         | René Cattarinussi    | 121   |
| 7         | Ricco Groß           | 120   |
| 8         | Oleg Rysjenkov       | 116   |
| 9         | Sergej Tarasov       | 105   |
| 10        | Pavel Muslimov       | 104   |

| Placering | Namn                  | Poäng |
| --------- | --------------------- | ----- |
| 1         | Viktor Majgurov       | 86    |
| 2         | Sven Fischer          | 78    |
| 3         | Ole Einar Bjørndalen  | 78    |
| 4         | René Cattarinussi     | 60    |
| 5         | Pavel Rostovtsev      | 50    |
| 6         | Pavel Muslimov        | 50    |
| 7         | Mark Kirchner         | 50    |
| 8         | Frank Luck            | 49    |
| 9         | Patrice Bailly-Salins | 49    |
| 10        | Ludwig Gredler        | 45    |

| Placering | Namn      | Poäng |
| --------- | --------- | ----- |
| 1         | Tyskland  | 120   |
| 2         | Norge     | 104   |
| 3         | Ryssland  | 95    |
| 4         | Belarus   | 90    |
| 5         | Italien   | 88    |
| 6         | Frankrike | 79    |
| 7         | Österrike | 77    |
| 8         | Finland   | 77    |
| 9         | Slovenien | 66    |
| 10        | Lettland  | 63    |

## Damer

### Resultat
| 1:a världscuptävlingen i Lillehammer, 30 november 1996 – 1 december 1996 | 1:a världscuptävlingen i Lillehammer, 30 november 1996 – 1 december 1996 | 1:a världscuptävlingen i Lillehammer, 30 november 1996 – 1 december 1996 | 1:a världscuptävlingen i Lillehammer, 30 november 1996 – 1 december 1996 | 1:a världscuptävlingen i Lillehammer, 30 november 1996 – 1 december 1996 |
| ------------------------------------------------------------------------ | ------------------------------------------------------------------------ | ------------------------------------------------------------------------ | ------------------------------------------------------------------------ | ------------------------------------------------------------------------ |
| Datum                                                                    | Disciplin                                                                | Etta                                                                     | Tvåa                                                                     | Trea                                                                     |
| 30 november 1996 (lördag)                                                | sprint (7,5 kilometer)                                                   | Petra Behle                                                              | Simone Greiner-Petter-Memm                                               | Olga Melnik                                                              |
| 1 december 1996 (söndag)                                                 | jaktstart (10 kilometer)                                                 | Simone Greiner-Petter-Memm                                               | Galina Kukleva                                                           | Magdalena Forsberg                                                       |

| 2:a världscuptävlingen i Östersund, 5 december 1996 – 8 december 1996 | 2:a världscuptävlingen i Östersund, 5 december 1996 – 8 december 1996 | 2:a världscuptävlingen i Östersund, 5 december 1996 – 8 december 1996 | 2:a världscuptävlingen i Östersund, 5 december 1996 – 8 december 1996 | 2:a världscuptävlingen i Östersund, 5 december 1996 – 8 december 1996                    |
| --------------------------------------------------------------------- | --------------------------------------------------------------------- | --------------------------------------------------------------------- | --------------------------------------------------------------------- | ---------------------------------------------------------------------------------------- |
| Datum                                                                 | Disciplin                                                             | Etta                                                                  | Tvåa                                                                  | Trea                                                                                     |
| 5 december 1996 (torsdag)                                             | distans (15 kilometer)                                                | Anna Volkova                                                          | Yu Shumei                                                             | Svetlana Paramygina                                                                      |
| 7 december 1996 (lördag)                                              | sprint (7,5 kilometer)                                                | Olga Melnik                                                           | Svetlana Paramygina                                                   | Gunn Margit Andreassen                                                                   |
| 8 december 1996 (söndag)                                              | stafett (4 x 7,5 kilometer)                                           | RysslandOlga Melnik Galina Kukleva Anna Volkova Olga Romasko          | TysklandUschi Disl Simone Greiner-Petter-Memm Katrin Apel Petra Behle | NorgeAnn-Elen Skjelbreid Annette Sikveland Hildegunn Mikkelsplass Gunn Margit Andreassen |

| 3:e världscuptävlingen i Holmenkollen, 12 december 1996 – 15 december 1996 | 3:e världscuptävlingen i Holmenkollen, 12 december 1996 – 15 december 1996 | 3:e världscuptävlingen i Holmenkollen, 12 december 1996 – 15 december 1996 | 3:e världscuptävlingen i Holmenkollen, 12 december 1996 – 15 december 1996 | 3:e världscuptävlingen i Holmenkollen, 12 december 1996 – 15 december 1996               |
| -------------------------------------------------------------------------- | -------------------------------------------------------------------------- | -------------------------------------------------------------------------- | -------------------------------------------------------------------------- | ---------------------------------------------------------------------------------------- |
| Datum                                                                      | Disciplin                                                                  | Etta                                                                       | Tvåa                                                                       | Trea                                                                                     |
| 12 december 1996 (torsdag)                                                 | sprint (7,5 kilometer)                                                     | Uschi Disl                                                                 | Simone Greiner-Petter-Memm                                                 | Galina Kukleva                                                                           |
| 14 december 1996 (lördag)                                                  | jaktstart (10 kilometer)                                                   | Uschi Disl                                                                 | Galina Kukleva                                                             | Olga Romasko                                                                             |
| 15 december 1996 (söndag)                                                  | stafett (4 x 7,5 kilometer)                                                | RysslandOlga Melnik Galina Kukleva Nadezjda Talanova Olga Romasko          | TysklandUschi Disl Simone Greiner-Petter-Memm Katrin Apel Petra Behle      | NorgeAnn-Elen Skjelbreid Annette Sikveland Hildegunn Mikkelsplass Gunn Margit Andreassen |

| 4:e världscuptävlingen i Oberhof, 4 januari 1997 – 5 januari 1997 | 4:e världscuptävlingen i Oberhof, 4 januari 1997 – 5 januari 1997 | 4:e världscuptävlingen i Oberhof, 4 januari 1997 – 5 januari 1997 | 4:e världscuptävlingen i Oberhof, 4 januari 1997 – 5 januari 1997 | 4:e världscuptävlingen i Oberhof, 4 januari 1997 – 5 januari 1997 |
| ----------------------------------------------------------------- | ----------------------------------------------------------------- | ----------------------------------------------------------------- | ----------------------------------------------------------------- | ----------------------------------------------------------------- |
| Datum                                                             | Disciplin                                                         | Etta                                                              | Tvåa                                                              | Trea                                                              |
| 4 januari 1997 (lördag)                                           | sprint (7,5 kilometer)                                            | Magdalena Forsberg                                                | Hildegunn Mikkelsplass                                            | Kathi Schwaab                                                     |
| 5 januari 1997 (söndag)                                           | jaktstart (10 kilometer)                                          | Magdalena Forsberg                                                | Simone Greiner-Petter-Memm                                        | Annette Sikveland                                                 |

| 5:e världscuptävlingen i Ruhpolding, 9 januari 1997 – 12 januari 1997 | 5:e världscuptävlingen i Ruhpolding, 9 januari 1997 – 12 januari 1997 | 5:e världscuptävlingen i Ruhpolding, 9 januari 1997 – 12 januari 1997 | 5:e världscuptävlingen i Ruhpolding, 9 januari 1997 – 12 januari 1997 | 5:e världscuptävlingen i Ruhpolding, 9 januari 1997 – 12 januari 1997        |
| --------------------------------------------------------------------- | --------------------------------------------------------------------- | --------------------------------------------------------------------- | --------------------------------------------------------------------- | ---------------------------------------------------------------------------- |
| Datum                                                                 | Disciplin                                                             | Etta                                                                  | Tvåa                                                                  | Trea                                                                         |
| 9 januari 1997 (torsdag)                                              | distans (15 kilometer)                                                | Annette Sikveland                                                     | Simone Greiner-Petter-Memm                                            | Corinne Niogret                                                              |
| 11 januari 1997 (lördag)                                              | sprint (7,5 kilometer)                                                | Petra Behle                                                           | Uschi Disl                                                            | Olga Romasko                                                                 |
| 12 januari 1997 (söndag)                                              | Lag (7,5 kilometer)                                                   | RysslandOlga Melnik Nadezjda Talanova Olga Romasko Galina Kukleva     | TysklandKatrin Apel Petra Behle Uschi Disl Kathi Schwaab              | UkrainaValentina Nesina Irina Merkusjina Tetjana Vodopjanova Olena Zubrilova |

| 6:e världscuptävlingen i Antholz, 16 januari 1997 – 19 januari 1997 | 6:e världscuptävlingen i Antholz, 16 januari 1997 – 19 januari 1997 | 6:e världscuptävlingen i Antholz, 16 januari 1997 – 19 januari 1997 | 6:e världscuptävlingen i Antholz, 16 januari 1997 – 19 januari 1997                    | 6:e världscuptävlingen i Antholz, 16 januari 1997 – 19 januari 1997                |
| ------------------------------------------------------------------- | ------------------------------------------------------------------- | ------------------------------------------------------------------- | -------------------------------------------------------------------------------------- | ---------------------------------------------------------------------------------- |
| Datum                                                               | Disciplin                                                           | Etta                                                                | Tvåa                                                                                   | Trea                                                                               |
| 16 januari 1997 (torsdag)                                           | distans (15 kilometer)                                              | Tetjana Vodopjanova                                                 | Annette Sikveland                                                                      | Uschi Disl                                                                         |
| 18 januari 1997 (lördag)                                            | sprint (7,5 kilometer)                                              | Uschi Disl                                                          | Ann-Elen Skjelbreid                                                                    | Corinne Niogret                                                                    |
| 19 januari 1997 (söndag)                                            | stafett (4 x 7,5 kilometer)                                         | RysslandOlga Melnik Galina Kukleva Nadezjda Talanova Olga Romasko   | NorgeAnn-Elen Skjelbreid Annette Sikveland Liv Grete Skjelbreid Gunn Margit Andreassen | FrankrikeDelphyne Heymann-Burlet Christelle Gros Veronique Claudel Corinne Niogret |

| Världsmästerskapen 1997 i Osrblie, 1 februari 1997 – 17 februari 1997 | Världsmästerskapen 1997 i Osrblie, 1 februari 1997 – 17 februari 1997 | Världsmästerskapen 1997 i Osrblie, 1 februari 1997 – 17 februari 1997                  | Världsmästerskapen 1997 i Osrblie, 1 februari 1997 – 17 februari 1997                  | Världsmästerskapen 1997 i Osrblie, 1 februari 1997 – 17 februari 1997      |
| --------------------------------------------------------------------- | --------------------------------------------------------------------- | -------------------------------------------------------------------------------------- | -------------------------------------------------------------------------------------- | -------------------------------------------------------------------------- |
| Datum                                                                 | Disciplin                                                             | Etta                                                                                   | Tvåa                                                                                   | Trea                                                                       |
| 1 februari 1997 (lördag)                                              | sprint (7,5 kilometer)                                                | Olga Romasko                                                                           | Olena Zubrilova                                                                        | Magdalena Forsberg                                                         |
| 2 februari 1997 (söndag)                                              | jaktstart (10 kilometer)                                              | Magdalena Forsberg                                                                     | Olena Zubrilova                                                                        | Olga Romasko                                                               |
| 5 februari 1997 (onsdag)                                              | Lag (7,5 kilometer)                                                   | NorgeLiv Grete Skjelbreid Ann-Elen Skjelbreid Gunn Margit Andreassen Annette Sikveland | RysslandOlga Melnik Anna Volkova Nadezjda Talanova Olga Romasko                        | UkrainaValentina Nessina Tetjana Vodopjanova Olena Petrova Olena Zubrilova |
| 7 februari 1997 (fredag)                                              | distans (15 kilometer)                                                | Magdalena Forsberg                                                                     | Olena Zubrilova                                                                        | Jekaterina Dafovska                                                        |
| 9 februari 1997 (söndag)                                              | stafett (4 x 7,5 kilometer)                                           | TysklandUschi Disl Simone Greiner-Petter-Memm Katrin Apel Petra Behle                  | NorgeAnn-Elen Skjelbreid Annette Sikveland Liv Grete Skjelbreid Gunn Margit Andreassen | RysslandOlga Melnik Galina Kukleva Nadezjda Talanova Olga Romasko          |

| 7:e världscuptävlingen i Nagano, 6 mars 1997 – 9 mars 1997 | 7:e världscuptävlingen i Nagano, 6 mars 1997 – 9 mars 1997 | 7:e världscuptävlingen i Nagano, 6 mars 1997 – 9 mars 1997            | 7:e världscuptävlingen i Nagano, 6 mars 1997 – 9 mars 1997      | 7:e världscuptävlingen i Nagano, 6 mars 1997 – 9 mars 1997 |
| ---------------------------------------------------------- | ---------------------------------------------------------- | --------------------------------------------------------------------- | --------------------------------------------------------------- | ---------------------------------------------------------- |
| Datum                                                      | Disciplin                                                  | Etta                                                                  | Tvåa                                                            | Trea                                                       |
| 6 mars 1997 (torsdag)                                      | distans (15 kilometer)                                     | Andreja Grasič                                                        | Uschi Disl                                                      | Polen                                                      |
| 8 mars 1997 (lördag)                                       | sprint (7,5 kilometer)                                     | Olga Romasko                                                          | Uschi Disl                                                      | Jekaterina Dafovska                                        |
| 9 mars 1997 (söndag)                                       | stafett (4 x 7,5 kilometer)                                | UkrainaNina Lemesj Olena Petrova Valentina Nesina Tetjana Vodopjanova | RysslandNadezjda Talanova Olga Melnik Anna Volkova Olga Romasko | Kina Yu Shumei Sun Ribo Liu Jinfeng Liu Xianying           |

| 8:e världscuptävlingen i Novosibirsk, 13 mars 1997 – 16 mars 1997 | 8:e världscuptävlingen i Novosibirsk, 13 mars 1997 – 16 mars 1997 | 8:e världscuptävlingen i Novosibirsk, 13 mars 1997 – 16 mars 1997 | 8:e världscuptävlingen i Novosibirsk, 13 mars 1997 – 16 mars 1997 | 8:e världscuptävlingen i Novosibirsk, 13 mars 1997 – 16 mars 1997 |
| ----------------------------------------------------------------- | ----------------------------------------------------------------- | ----------------------------------------------------------------- | ----------------------------------------------------------------- | ----------------------------------------------------------------- |
| Datum                                                             | Disciplin                                                         | Etta                                                              | Tvåa                                                              | Trea                                                              |
| 13 mars 1997 (torsdag)                                            | distans (15 kilometer)                                            | Svetlana Paramygina                                               | Uschi Disl                                                        | Anna Volkova                                                      |
| 15 mars 1997 (lördag)                                             | sprint (7,5 kilometer)                                            | Petra Behle                                                       | Andreja Grasič                                                    | Svetlana Paramygina                                               |
| 16 mars 1997 (söndag)                                             | masstart (7,5 kilometer)                                          | Anna Volkova                                                      | Svetlana Paramygina                                               | Magdalena Forsberg                                                |

### Slutställning
| Placering | Namn                       | Poäng |
| --------- | -------------------------- | ----- |
| 1         | Magdalena Forsberg         | 319   |
| 2         | Uschi Disl                 | 318   |
| 3         | Simone Greiner-Petter-Memm | 283   |
| 4         | Petra Behle                | 238   |
| 5         | Corinne Niogret            | 234   |
| 6         | Olga Romasko               | 233   |
| 7         | Svetlana Paramygina        | 229   |
| 8         | Annette Sikveland          | 224   |
| 9         | Olena Zubrilova            | 219   |
| 10        | Gunn Margit Andreassen     | 219   |

| Placering | Namn                | Poäng |
| --------- | ------------------- | ----- |
| 1         | Uschi Disl          | 97    |
| 2         | Magdalena Forsberg  | 94    |
| 3         | Svetlana Paramygina | 86    |
| 4         | Annette Sikveland   | 78    |
| 5         | Corinne Niogret     | 78    |
| 6         | Jekaterina Dafovska | 76    |
| 7         | Anna Volkova        | 74    |
| 8         | Yu Shumei           | 74    |
| 9         | Andreja Grasič      | 66    |
| 10        | Kathi Schwaab       | 61    |

| Placering | Namn                       | Poäng |
| --------- | -------------------------- | ----- |
| 1         | Uschi Disl                 | 162   |
| 2         | Simone Greiner-Petter-Memm | 156   |
| 3         | Magdalena Forsberg         | 141   |
| 4         | Petra Behle                | 135   |
| 5         | Olga Romasko               | 133   |
| 6         | Gunn Margit Andreassen     | 117   |
| 7         | Svetlana Paramygina        | 108   |
| 8         | Olena Zubrilova            | 105   |
| 9         | Annette Sikveland          | 102   |
| 10        | Corinne Niogret            | 100   |

| Placering | Namn                       | Poäng |
| --------- | -------------------------- | ----- |
| 1         | Magdalena Forsberg         | 84    |
| 2         | Simone Greiner-Petter-Memm | 75    |
| 3         | Olga Romasko               | 70    |
| 4         | Galina Kukleva             | 64    |
| 5         | Uschi Disl                 | 59    |
| 6         | Corinne Niogret            | 56    |
| 7         | Gunn Margit Andreassen     | 55    |
| 8         | Olena Zubrilova            | 54    |
| 9         | Olga Melnik                | 51    |
| 10        | Petra Behle                | 51    |

| Placering | Namn      | Poäng |
| --------- | --------- | ----- |
| 1         | Ryssland  | 116   |
| 2         | Tyskland  | 103   |
| 3         | Norge     | 100   |
| 4         | Ukraina   | 90    |
| 5         | Frankrike | 89    |
| 6         | Kina      | 79    |
| 7         | Tjeckien  | 71    |
| 8         | Slovenien | 67    |
| 9         | Sverige   | 63    |
| 10        | Japan     | 61    |
| 10        | Litauen   | 61    |

### Fotnoter
1. ↑  ”Events 1996/1997” (på engelska). Ukrainas skidskytteförbund. http://www.biathlon.com.ua/calendar.php?lang=eng&id=232. Läst 11 september 2017.